# Mittlerweilersbach
Mittlerweilersbach ist ein Gemeindeteil der Gemeinde Weilersbach im Landkreis Forchheim (Oberfranken, Bayern).

## Geografie
Das am Ostrand des Erlanger Albvorlandes gelegene Dorf befindet sich etwas weniger als einen Kilometer nordnordwestlich des Ortszentrums von Unterweilersbach (in dem die Gemeindeverwaltung von Weilersbach ihren Sitz hat) auf einer Höhe von 302 m ü. NHN.

## Geschichte
Im Mittelalter existierten in Mittlerweilersbach zwei Adelssitze, von denen keine Baureste mehr erkennbar sind. Bis zum Beginn des 19. Jahrhunderts unterstand das Dorf der Landeshoheit des Hochstifts Bamberg. Die Dorf- und Gemeindeherrschaft wurde vom Amt Forchheim als Vogteiamt ausgeübt. Auch die Hochgerichtsbarkeit hatte dieses Amt in seiner Rolle als Centamt.
Als das Hochstift Bamberg infolge des Reichsdeputationshauptschlusses 1802/03 säkularisiert und unter Bruch der Reichsverfassung vom Kurfürstentum Pfalz-Baiern annektiert wurde, wurde Mittlerweilersbach Bestandteil der mit der napoleonischen Flurbereinigung gewaltsam in Besitz genommenen neubayerischen Gebiete.
Durch die Verwaltungsreformen zu Beginn des 19. Jahrhunderts im Königreich Bayern wurde Mittlerweilersbach mit dem Zweiten Gemeindeedikt 1818 Bestandteil der Ruralgemeinde Oberweilersbach. Mit der Gebietsreform in Bayern wurde Mittlerweilersbach am 1. Juli 1970 ein Gemeindeteil der Gemeinde Weilersbach.

## Verkehr
Die vom südöstlich angrenzenden Unterweilersbach kommende Kreisstraße FO 11 durchquert den Ort und führt über Ehrlersheim weiter nach Rettern. Vom ÖPNV wird das Dorf an einer Haltestelle der Buslinie 222 des VGN bedient. Der nächstgelegene Bahnhof der Wiesenttalbahn befindet sich in Kirchehrenbach.
Durch den Ort verläuft der Fränkische Marienweg.

## Baudenkmäler

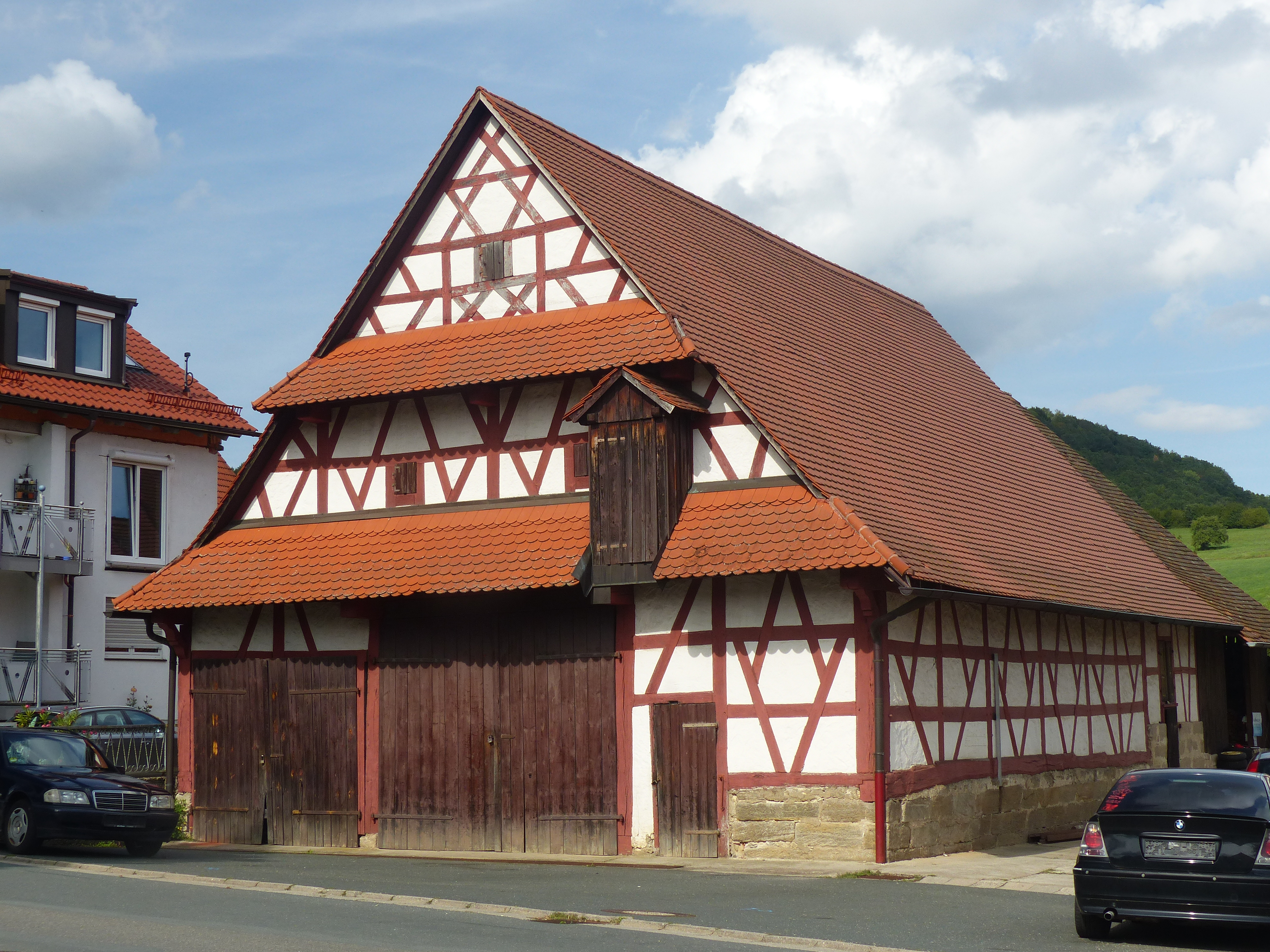
Aus dem 17./18. Jahrhundert stammender Fachwerkstadel

In und um Mittlerweilersbach gibt es 15 denkmalgeschützte Objekte, darunter eine Kapelle und mehrere Fachwerkstadel.